# Cadena de Gunter
La cadena de Gunter (també coneguda com a mesura de Gunter) és un mecanisme de mesura de distància utilitzat per a la topografia i l'agrimensura. Va ser dissenyat i introduït el 1620 pel clergue i matemàtic anglès Edmund Gunter (1581–1626). Va permetre aixecar i traçar amb precisió les parcel·les de terreny, amb finalitats legals i comercials.
Gunter va desenvolupar una cadena de mesura real de 100 enllaços o baules. Aquests, la cadena i l'enllaç, es van convertir en mesures legals a Anglaterra i, posteriorment, a l'Imperi Britànic.

## Descripció
La cadena fa 66 peus (20,10 metres) i es divideix en 100 baules, normalment marcades en grups de 10 per anells o etiquetes de llautó que simplifiquen la mesura intermèdia. Per tant, cada enllaç fa 7,92 polzades (20,10 cm) de llarg. Un quart de cadena, o 25 baules, fa 16 peus i 6 polzades (5,03 metres), mesura anomenada vara o pal (en anglès, rod o pole). Deu cadenes fan un furlong i 80 cadenes fan una milla estatutària.
La cadena de Gunter va reconciliar dos sistemes aparentment incompatibles: les mesures tradicionals de la terra anglesa, basades en el número quatre, i les decimals basades en el número 10. Com que una acre fa 10 cadenes quadrades en el sistema de Gunter, tot el procés de mesura de la superfície terrestre es podia calcular mitjançant mesures en cadenes, i després es podia convertir en acres dividint els resultats per 10. Per tant, 10 cadenes per 10 cadenes equivalen a 10 acres, 5 cadenes per 5 cadenes equivalen a 2,5 acres.

## Mètode

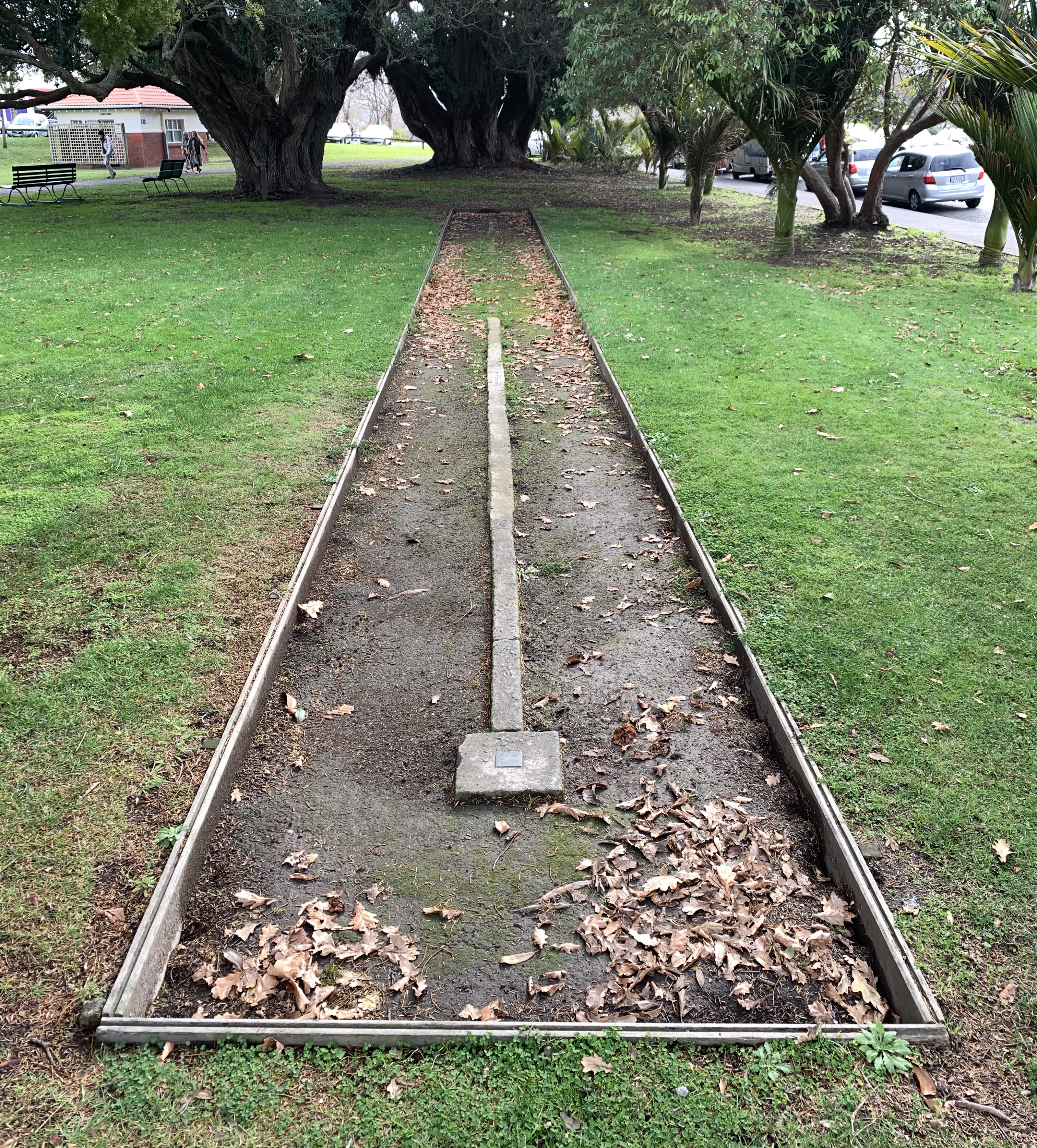
Marca de cadena estàndard a Whanganui, Nova Zelanda, establerta el 1880 per estandarditzar els aixecaments d'agrimensura.

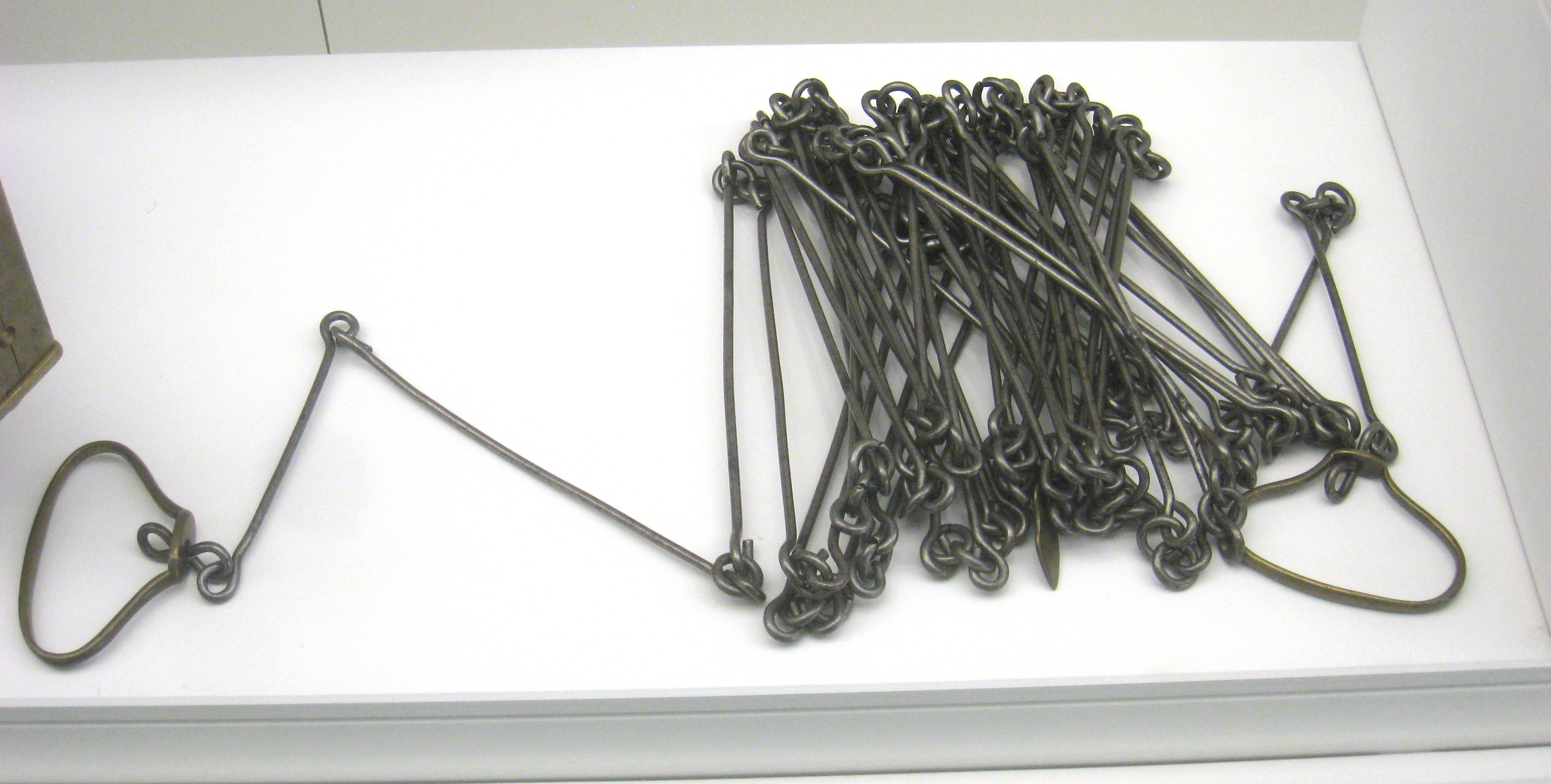
Cadena d'agrimensor, Estat de Nova York, EUA, cap al 1830. Exposició al Museu Nacional d'Història Americana, Washington, DC, EUA

El mètode d'agrimensura d'un camp o una altra parcel·la de terra amb la cadena de Gunter consta de diverses fases. Primer es determinen les cantonades i altres ubicacions significatives, i després es mesura la distància entre aquestes, prenent dos punts alhora. L'agrimensor està assistit per un cadener. Es col·loca una marca de distància (generalment un pal de fusta de colors llampants) clavada a terra al punt de destinació. Començant des del punt d'origen, la cadena es disposa cap a la marca de distància, i l'agrimensor llavors dirigeix al cadener perquè la cadena estigui perfectament recta i apunti directament a la vareta final. Es posa un passador a terra a l'extrem davanter de la cadena, i la cadena es mou cap endavant de manera que el seu extrem posterior estigui en aquest punt, i la cadena s'estén de nou cap al punt de destinació. Aquest procés s'anomena ranging, o als EUA, encadenat; es repeteix fins que s'arriba a la vareta de destinació, quan l'agrimensor observa quantes longituds completes (cadenes) s'han col·locat, i llavors pot llegir directament quants enllaços (centèsima part de la cadena) hi ha a la distància que es mesura. La cadena acostuma a acabar en un mànec que pot o no formar part de la mesura. Un bucle interior (visible a la fotografia superior del Museu Nacional d'Història Americana, a Washington) és el lloc correcte per posar el passador d'algunes cadenes. Se'n van fer moltes, de cadenes amb les nanses com a part de l'enllaç final. Aquestes inclouen el mànec a la mesura.
Tot el procés es repeteix per a tots els altres parells de punts necessaris, i és senzill fer un diagrama a escala de la parcel·la. El procés és sorprenentment precís i només requereix tecnologia molt baixa. L'aixecament amb una cadena és senzill si el terreny és pla i continu, però no és practicable físicament passar per grans depressions o vies fluvials significatives. En terrenys inclinats, la cadena s'havia de "anivellar" aixecant un dels extrems segons calgués, de manera que les ondulacions no augmentessin la longitud aparent del costat o l'àrea del tram.

## Unitat de longitud
Tot i que les cadenes d'enllaç van ser substituïdes posteriorment per la cinta mètrica d'acer (una forma de cinta mètrica), el seu llegat va ser una nova unitat legal de longitud anomenada cadena, igual a 66 peus (o 100 enllaços, links). Aquesta unitat encara existeix com a identificador d'ubicació als ferrocarrils britànics, així com en algunes zones d'Amèrica. Als Estats Units, per exemple, les plaques del Public Lands Survey es publiquen a la unitat de cadena per mantenir la coherència d'una base de dades que té dos-cents anys d'antiguitat. Al mig oest dels EUA no és estrany trobar-se escriptures amb referències a cadenes, pals o unitats de varetes, especialment en zones agrícoles. Les carreteres menors traçades a Austràlia i Nova Zelanda als segles XIX i principis del XX solen tenir una cadena d'ample.
La longitud d'un camp de cricket és d'una cadena (22 iardes).

## Cadenes de mesura semblants
Un sistema americà similar, menys conegut, és el de Ramsden o el sistema de l'enginyer, on la cadena també consta de 100 baules, cada una d'un peu (0,3048 m) de llarg. L'original d'aquestes cadenes va ser la construïda, amb una precisió molt alta, per a la mesura de les línies de base de l'Aixecament Topogràfic Anglo-Francès (1784–1790) i la Triangulació Principal de Gran Bretanya.
El sistema Rathborn és encara menys comú. També és del segle XVII i es basa en una cadena de 200 enllaços de dues vares (33 peus, 10,0584 m) de longitud. Cada vareta (o perxa o pal) consta de 100 enllaços, cas un de 1,98 polzades, o 50,292 mm, que s'anomenen segons (″), deu dels quals fan un primer (′, 19,8 polzades, 0,503 m).
Vincent Wing va fer cadenes amb enllaços de 9,90 polzades, més habitualment com a mitges cadenes de 33 peus de 40 enllaços. Aquestes cadenes es van utilitzar de vegades a les colònies americanes, especialment a Pennsilvània.
A l'Índia, s'han utilitzat per a topografia cadenes de 20 metres, i ocasionalment de 30 metres. Els enllaços fan 20 cm de llarg.
A França després de la Revolució Francesa, i més tard als països que havien adoptat el sistema mètric, es van generalitzar les cadenes de 10 metres, de 50 baules cada 20 cm, i es van usar fins ben entrada la dècada de 1950.
La braça era una mesura comuna utilitzada a les mines angleses per descriure la profunditat i mesurar distàncies en alguns tipus de mines. Es va utilitzar una cadena de 60 peus i 10 braces. La cadena constava d'enllaços de 120 x 6 polzades amb marques numerades a cada braça (sis peus). 